# 山崎彩紗
山崎 彩紗（やまざき あやさ、1991年8月28日-）はボイスワークス所属のフリーアナウンサー。神奈川県相模原市出身。

## 来歴
中央大学法学部国際企業関係法学科卒業。学生時代は相模原市の第6代観光親善大使、News Access（BS朝日）の学生キャスター（2013年～2014年）を務めるなどの活動を行っていた。
卒業後の2014年、山口朝日放送 (yab) に入社。2016年には特別番組「いま伝えたい戦争の記憶と記録 回天～最後の言葉～」のナレーションでANNアナウンサー賞の新人賞（ナレーション部門）にも選ばれた。
2018年3月末をもってyabを退社。ボイスワークスに所属の上で、2018年4月から2020年3月末までテレビ埼玉（テレ玉）の契約アナウンサーとして活動する。yab時代からお酒好きなことを公表しており、ビールや焼酎を愛飲する。
2021年4月1日より、TOKYO MX『news TOKYO FLAG』の木・金曜日キャスターを担当している。
2019年8月29日に入籍したことが、同日放送のテレ玉『情報番組 マチコミ』で明らかになった。

## 担当番組

### 現在
- news TOKYO FLAG（TOKYO MX、2021年4月1日 - ） - 木・金曜日サブキャスター

### 過去
- 山口朝日放送
  - yabニュース 定時ニュースアナウンサー（2014.4 - 2018.3）
  - Jチャンやまぐち リポーター（取材・編集・ナレーション業務を含む）
  - どきどきマルシェ リポーター・お天気担当（2014.4 - 2015.3）
  - 土曜の目覚めはどき生てれび MC（2015.4 - 2018.3）
  - みんなのレノファ MC（2015.4 - 2018.3）
  - ドキュメントy ナレーション
  - 県政番組リポーター・自社広報番組リポーター
- テレビ埼玉
  - ニュース1155（2018年4月～2020年3月、月曜キャスター→2018年10月より月・木曜キャスター）
  - 情報番組 マチコミ（2018年4月～2020年3月、司会）
  - ニュース545（年末年始） 2018年度、キャスター
  - Evening NEWS（2019年度、キャスター）